# Cuña (sonido)
Una cuña radiofónica es en la que hay un mensaje sin presentarse a sí misma, sino que va integrada en otros formatos, al ser claro con su contenido. 
Por ejemplo, un reportaje dentro de una crónica como ilustración de una mesa redonda o un spot publicitario tras una canción en una emisión radiofónica. 
En principio no debe tener una duración mayor de un minuto y suele ser la forma más habitual para introducir la publicidad en un medio radiofónico.
- Datos: Q8352775